# Louis Ganne

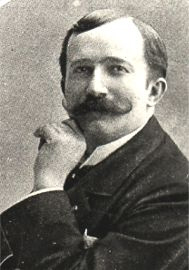
Louis Ganne (um 1900)

Louis-Gaston Ganne (* 5. April 1862 in Buxières-les-Mines (Département Allier); † 13. Juli 1923 in Paris) war ein französischer Komponist und Dirigent, der insbesondere mit Bühnenwerken und Märschen bekannt wurde.

## Leben
Louis Ganne wurde in der Auvergne geboren, wuchs aber in Issy-les-Moulineaux auf. Er studierte am Conservatoire de Paris, wo u. a. Théodore Dubois und Jules Massenet (Komposition) sowie César Franck (Orgel) seine Lehrer waren. 1881 erhielt er einen Ersten Preis in der Klasse für Harmonielehre, außerdem einen Zweiten Preis in der Orgelklasse von Franck. Ab dem gleichen Jahr dirigierte er Musikveranstaltungen und Opernbälle in der Folies Bergère und anderen Pariser Music Halls. Später wirkte er am Casino von Royan und in Monte Carlo, wo er die populäre Konzertreihe „Les Concerts de Louis Ganne“ leitete. 1905 gründete er das Orchestre du Casino de Monte Carlo. 1907 wurde Ganne Präsident der SACEM und 1914 in die Ehrenlegion aufgenommen.

## Werk
Als Komponist konzentrierte sich Ganne auf eher der leichteren Muse zuzurechnende Werke, insbesondere Operetten sowie Ballette, Musik zu Pantomimen und Vaudevilles. Auch über Frankreich hinaus erfolgreich wurden vor allem die Operetten Les Saltimbanques (1899) sowie Hans, le Joueur de Flûte nach der Sage des Rattenfängers von Hameln (1906 in Monte Carlo uraufgeführt). Von Gannes Instrumentalstücken, u. a. patriotischen Märschen, wurde besonders seine Marche lorraine bekannt, die im Zweiten Weltkrieg zu einem wichtigen musikalischen Motto der Résistance wurde.